# Amadeus (obra de teatre)
|  | Per a altres significats, vegeu «Amadeus (pel·lícula)». |

Amadeus és una obra de teatre de Peter Shaffer, que fa una narració altament ficcionada de les vides dels compositors Wolfgang Amadeus Mozart i Antonio Salieri. Estrenada el 1979, Amadeus s'inspirava en una obra curta d'Aleksandr Puixkin de 1830 anomenada Motsart i Salyeri, que també va ser emprada com a libretto per a una òpera homònima escrita per Nikolai Rimski-Kórsakov el 1897.
A l'obra apareix molta música tant de Mozart com de Salieri i d'altres compositors de l'època. Les estrenes de les òperes de Mozart El rapte en el serrall, Les noces de Fígaro, Don Giovanni i La flauta màgica apareixen com a moments clau per la situació de les escenes de l'obra.
Amadeus va guanyar el Premi Tony a la millor obra el 1981; i el mateix Shaffer l'adaptà al cinema el 1984, en una versió que, entre d'altres, guanyaria els Oscars a la millor pel·lícula i al millor guió adaptat pel mateix Shaffer.
Entre 1998-1999 es va representar a Barcelona, en una versió dirigida per Àngel Alonso i amb traducció de Josep Maria Vidal

## Argument
Des de la posada en escena inicial Shaffer ha revisat contínuament la seva obra, incloent canvis als detalls de la trama. El següent és l'habitual a totes les revisions:
A l'inici de la història, Salieri és un home vell, que ha deixat enrere la seva fama, i està convençut que va fer servir verí per a assassinar Mozart. Parlant directament al públic, promet explicar-se. L'acció fa un flash-back fins al segle xviii, en el moment en què Salieri encara no coneixia Mozart en persona, però n'havia sentit a parlar d'ell i de la seva música. Adora les composicions de Mozart, i està entusiasmat davant l'oportunitat de conèixer Mozart en persona, durant una recepció en la que s'interpretaran diverses composicions de Mozart. Quan finalment descobreix qui és Mozart, se sent tremendament decebut en veure que Mozart en persona no té la gràcia o l'encant de la seva música. Quan Salieri el veu per primera vegada, Mozart està caminant a quatre grapes, parlant grollerament amb la seva futura esposa, Constanze.
Salieri no pot conciliar el comportament groller de Mozart amb el geni que Déu inexplicablement li ha concedit: Salieri, que ha estat un catòlic devot tota la seva vida, no pot creure que Déu hagi escollit a Mozart en comptes d'ell per un do així. Salieri renuncia a Déu i jura fer el que estigui a les seves mans per destruir Mozart com a manera de tornar-lo al seu creador.
Durant la resta de l'obra, Salieri aparenta ser un aliat de Mozart mentre que a la seva esquena fa el que pot per destruir la seva reputació i qualsevol èxit que puguin tenir les seves composicions. En més d'una ocasió és només gràcies a la intervenció del mateix Emperador que Mozart pot continuar amb la seva feina (intervencions a les que Salieri s'oposa, i que el fan molt feliç quan Mozart creu que ha estat gràcies a la seva intervenció). Salieri també humilia l'esposa de Mozart quan va a veure'l per demanar-li ajut, i calumnia a Mozart davant l'Emperador i la cort. Un tema principal a Amadeus són els repetits intents de Mozart per guanyar-se el públic aristocràtic amb composicions cada vegada més brillants, que sempre són frustrats tant per Salieri com per la mateixa incapacitat de l'aristocràcia per apreciar el geni de Mozart.
L'obra acaba amb Salieri intentant suïcidar-se en un darrer intent de ser recordat, deixant una falsa confessió d'haver assassinat Mozart amb arsènic. Sobreviu, però, i la seva confessió és desestimada per tots, deixant-lo ofegar-se un cop més en la mediocritat.

## Cura històrica
Shaffer emprà llicències artístiques en els seus retrats tant de Mozart com de Salieri. Les proves documentals suggereixen que hi havia certa antipatia entre tots dos homes, però la idea que Salieri fos l'instigador de la mort de Mozart no és presa seriosament pels estudiosos de les vides i caràcters dels dos músics. Si bé històricament podria haver-hi hagut una certa rivalitat i tensió entre Mozart i Salieri, també hi ha proves que gaudien d'una relació marcada pel respecte mutu. Com a exemple, Salieri donà classes de música al fill de Mozart, Franz Xaver. També dirigí algunes obres de Mozart, tant en vida d'aquest com quan ja havia traspassat.
L'escriptor David Cairns afirmà que Amadeus era un "garbuix de mites" i argumentà contra Shaffer que el retrat que fa de Mozart com "dos inicis contradictoris, artista sublim i babau", senyalant en canvi que Mozart era "fonamentalment ben integrat". Cairns també rebutja la "llegenda romàntica" que Mozart sempre escrivia manuscrits perfectes d'obres ja totalment compostes al seu cap, senyalant grans i prolongades revisions a diversos manuscrits.

## Produccions notables
Amadeus va ser estrenada al National Theatre de Londres el 1979, dirigida per Sir Peter Hall i protagonitzada per Paul Scofield com Salieri, Simon Callow com Mozart i Felicity Kendal com Constanze. Va ser posteriorment transferida i modificada pel West End, sent protagonitzada per Frank Finlay com Salieri. El repartiment també incloïa a Andrew Cruickshank (Rosenberg), Basil Henson (von Strack), Philip Locke (Greybig), John Normington (Josep II) i Nicholas Selby (van Swieten).

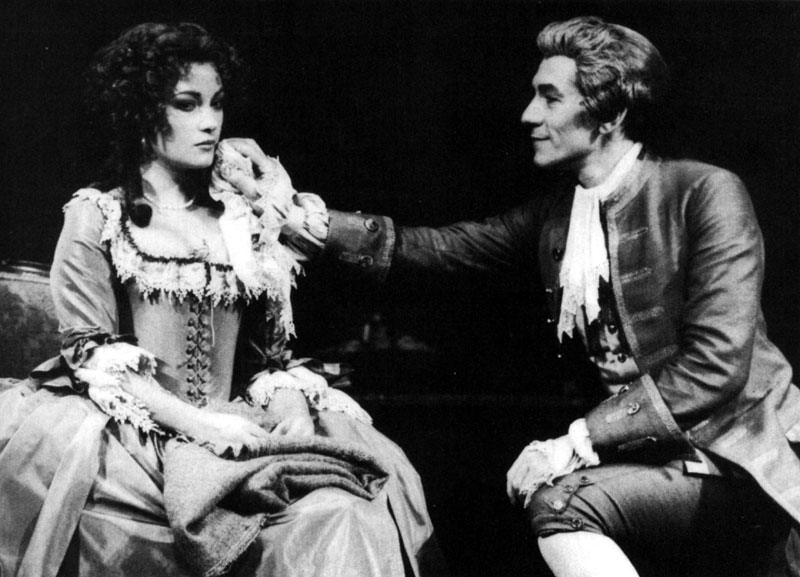
Jane Seymour i Ian McKellen al muntatge original de Broadway

S'estrenà a Broadway el 1980, amb Ian McKellen com Salieri, Tim Curry com Mozart i Jane Seymour com Constanze. Es representà en 1.181 funcions i va ser nominada a set Premis Tony (millor actor protagonista tant per McKellen com per Curry, direcció per Peter Hall, millor obra, escenografia, il·luminació i vestuari), dels quals en guanyà cinc (entre ells el de Millor Actor per McKellen). Durant la seva estada, McKellen va ser substituït per John Wood, Frank Langella, David Dukes, David Birney, John Horton i Daniel Davis; i Curry va ser substituït per Peter Firth, Peter Crook, Dennis Boutsikaris, John Pankow, Mark Hamill, i John Thomas Waite.. Entre les intèrprets de Constance trobem a Amy Irving, Suzanne Lederer, Michele Farr, Caris Corfman i Maureen Moore.
Va reestrenar-se a Nova York al the Music Box Theatre, de nou dirigida per Peter Hall, representant-se en 173 funcions. Estava interpretada per David Suchet (Salieri), Michael Sheen (Mozart), Cindy Katz (Constanze) i David McCallum (Josep II). Va ser nominada als Tonys a millor revival i millor actor (Suchet)
Va representar-se a Barcelona a la temporada 1998-99, en una versió traduïda per Josep Maria Vidal i dirigida per Àngel Alonso; i protagonitzada per Lluís Soler (Salieri), Roger Pera (Mozart), Olalla Moreno (Constanze), Òscar Molina (Joseph II) i Isabel Soriano (Senyora Salieri).
El juliol del 2006 la Filarmònica de Los Angeles presentà una producció de parts de la darrera revisió de l'obra al Hollywood Bowl. Estava protagonitzat per Michael York (Salieri), Neil Patrick Harris (Mozart) i Kimberly Williams-Paisley (Constanze Mozart).

## La pel·lícula i d'altres adaptacions
El 1984 l'adaptació cinematogràfica guanyà l'Oscar a la millor pel·lícula. En total guanyà 8 Premis de l'Acadèmia (millor pel·lícula, millor actor –F. Murray Abraham-,  millor director,  millor guió adaptat, millor direcció artística, millor vestuari, millor so i millor maquillatge). Estava protagonitzada per F. Murray Abraham com Salieri (que guanyà l'Oscar al millor actor per la seva interpretació), Tom Hulce com Mozart (nominat també a l'Oscar al millor actor) i Elizabeth Berridge com Constanze. L'obra va ser reescrita per Shaffer i Miloš Forman, director de la pel·lícula, amb escenes i personatges que no apareixien a l'obra: mentre que el focus de l'obra és principalment sobre Salieri, la pel·lícula desenvolupa el caràcter d'ambdós compositors.
El 1983 la BBC Radio 3 va emetre l'obra, dirigida per Sir Peter Hall i protagonitzada pel repartiment original de la producció del National Theatre:
- Antonio Salieri: Paul Scofield
- Wolfgang Amadeus Mozart: Simon Callow
- Constanze Mozart: Felicity Kendal
- Emperador Josep II: John Normington
- Gottfried van Swieten: Nicholas Selby
- Comte Franz Orsini Rosenberg: Willoughby Goddard
- Johann Killian Von Strack: Basil Henson
- Venticelli: Donald Gee, Dermot Crowley
- Vienesos: Nigel Bellairs, Susan Gilmore, Peggy Marshall, Robin Meredith, Anne Sedgwick, William Sleigh, Glenn Williams

Aquesta producció radiofònica va ser reemesa el 2 de gener de 2011 com a part de la temporada de Radio 3 "Genius of Mozart".
Per celebrar el 250è aniversari del naixement de Mozart el 2006, BBC Radio 2 va emetre una adaptació de l'obra de Shaffer feta per Neville Teller en 8 episodis de 15 minuts, dirigits per Peter Leslie Wilde i narrats per F. Murray Abraham com Salieri.

## Premis i nominacions
| Any  | Premi                  | Categoria                         | nominat                 | Resultat  |
| ---- | ---------------------- | --------------------------------- | ----------------------- | --------- |
| 1979 | Premi Evening Standard | Millor Obra                       | Millor Obra             | GUANYADOR |
| 1981 | Premi Tony             | Millor obra                       | Millor obra             | GUANYADOR |
| 1981 | Premi Tony             | Millor actor protagonista         | Ian McKellen            | GUANYADOR |
| 1981 | Premi Tony             | Millor actor protagonista         | Tim Curry               | nominat   |
| 1981 | Premi Tony             | Millor escenografia               | John Bury               | GUANYADOR |
| 1981 | Premi Tony             | Millor vestuari                   | John Bury               | nominat   |
| 1981 | Premi Tony             | Millor il·luminació               | John Bury               | GUANYADOR |
| 1981 | Premi Tony             | Millor direcció d'obra            | Peter Hall              | GUANYADOR |
| 1981 | Premi Drama Desk       | Obra nova més Destacada           | Obra nova més Destacada | GUANYADOR |
| 1981 | Premi Drama Desk       | Actor més Destacat                | Ian McKellen            | GUANYADOR |
| 1981 | Premi Drama Desk       | Actor més Destacat                | Tim Curry               | nominat   |
| 1981 | Premi Drama Desk       | Actor de Repartiment Més Destacat | Nicholas Kepros         | nominat   |
| 1981 | Premi Drama Desk       | Director Més Destacat             | Peter Hall              | GUANYADOR |
| 1981 | Premi Drama Desk       | Vestuari Més Destacat             | John Bury               | nominat   |
| 1981 | Premi Drama Desk       | Il·luminació Més Destacada        | John Bury               | nominat   |
| 1981 | Premi Drama Desk       | Escenografia Més Destacada        | John Bury               | nominat   |
| 2000 | Premi Tony             | Millor revival d'obra             | Millor revival d'obra   | nominat   |
| 2000 | Premi Tony             | Millor actor protagonista         | David Suchet            | nominat   |